# Кэмпбелл (лунный кратер)
Кратер Кэмпбелл (лат. Campbell) — огромный древний ударный кратер в северном полушарии обратной стороны Луны. Название присвоено в честь американских астрономов Леона Кэмпбелла (1881—1951) и Уильяма Кэмпбелла (1862—1938); утверждено Международным астрономическим союзом в 1970 году Образование кратера относится к донектарскому периоду.

## Описание кратера

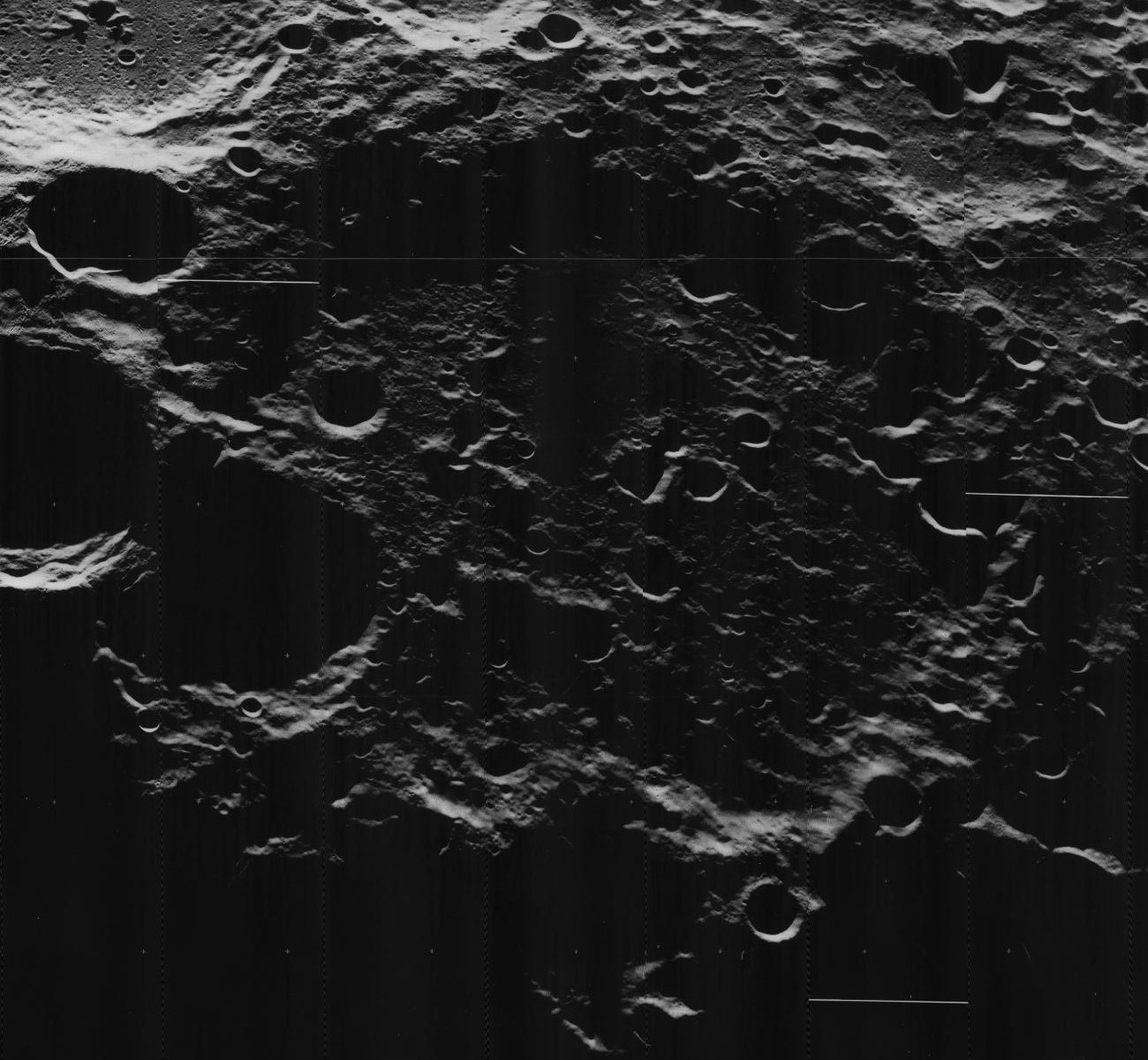
Снимок зонда Lunar Orbiter — V (север справа).

Ближайшими соседями кратера являются кратер Де Мораес на западе-северо-западе; кратер Ван-Райн на северо-западе; кратеры Слайфер и Д’Аламбер на северо-востоке; кратер Ланжевен на востоке-юго-востоке; кратер Лей, перекрывающий южную-юго-восточную часть вала кратера Кэмпбелл; кратер Винер на юго-западе и кратер Пози на западе-юго-западе. Селенографические координаты центра кратера 45°34′ с. ш. 152°55′ в. д. / 45,57° с. ш. 152,91° в. д., диаметр 222,5 км, глубина 3,1 км.
Кратер Кемпбелл имеет полигональную форму и практически полностью разрушен за длительное время своего существования. Вал превратился в нерегулярное кольцо хребтов и пиков и перекрыт множеством кратеров различного диаметра. Высота вала над окружающей местностью достигает 2 км. Дно чаши пересеченное и испещренное множеством кратеров, в западной части чаши имеется ровная область, затопленная базальтовой лавой и имеющая альбедо значительно ниже чем окружающая местность. Площадь этой области составляет около 2400 км² и она сопоставима с небольшим лунным морем.

## Сателлитные кратеры
| Кемпбелл | Координаты                                              | Диаметр, км |
| -------- | ------------------------------------------------------- | ----------- |
| A        | 51°46′ с. ш. 154°26′ в. д. / 51,76° с. ш. 154,43° в. д. | 21,2        |
| E        | 46°20′ с. ш. 158°53′ в. д. / 46,33° с. ш. 158,89° в. д. | 14,9        |
| N        | 43°12′ с. ш. 152°10′ в. д. / 43,2° с. ш. 152,16° в. д.  | 22,2        |
| X        | 47°44′ с. ш. 149°37′ в. д. / 47,73° с. ш. 149,61° в. д. | 23,3        |
| Z        | 48°35′ с. ш. 153°00′ в. д. / 48,58° с. ш. 153° в. д.    | 23,8        |

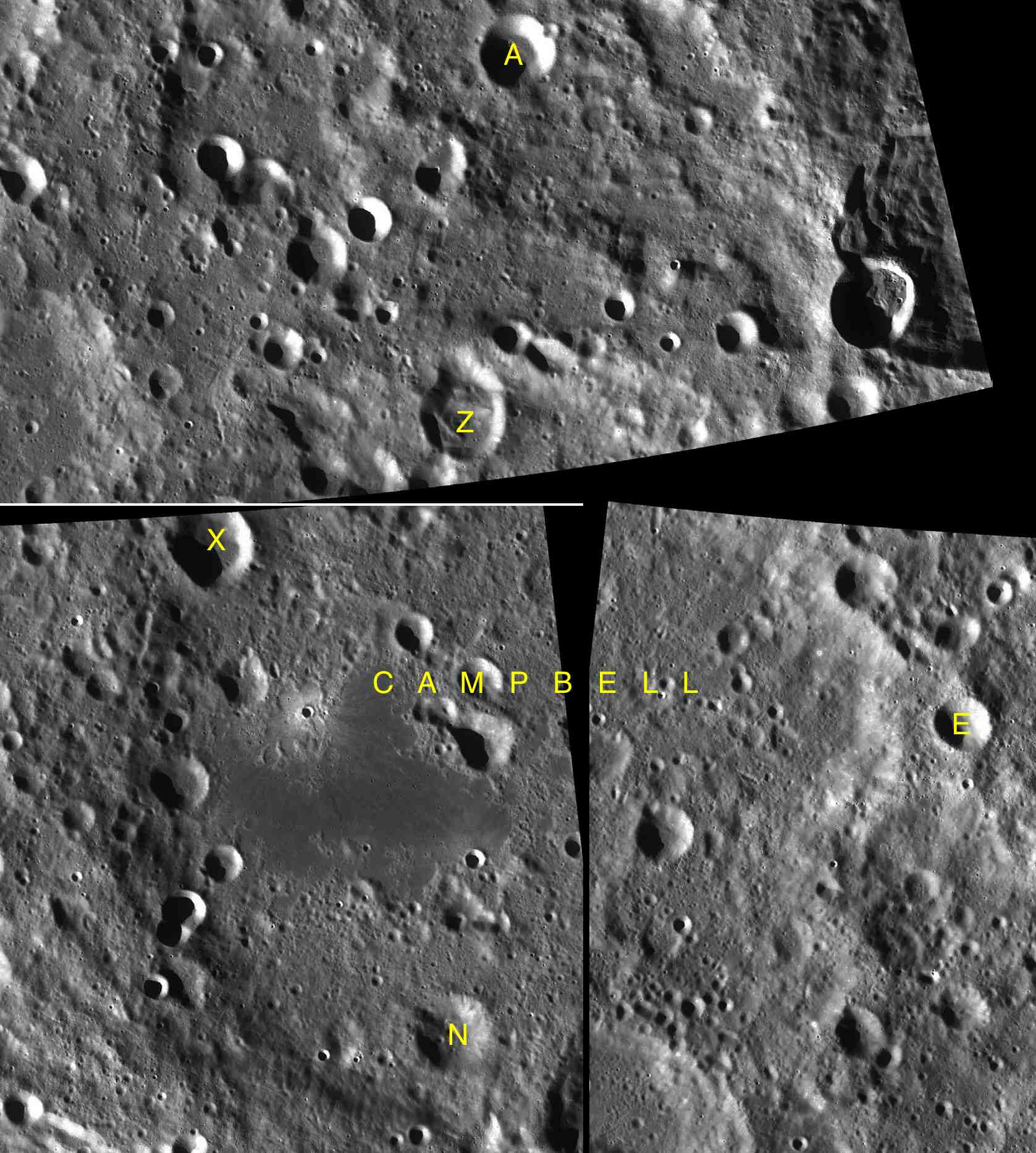
Комбинация фрагментов карт LAC-17, LAC-31, LAC-32.

- Образование сателлитного кратера Кемпбелл Z относится к раннеимбрийскому периоду[1].